# نورت کلیولند (تگزاس)
نورت کلیولند، تگزاس(به انگلیسی: North Cleveland, Texas) شهری در ایالت تگزاس از ایالات جنوبی ایالات متحده آمریکا است. در سرشماری سال ۲۰۰۰، جمعیت این شهر ۲۶۳ نفر اعلام شد.